# Колипа (муниципалитет)
Колипа (исп. Colipa) — муниципалитет в Мексике, штат Веракрус, расположен в регионе Наутла. Административный центр — город Колипа.

## Состав
В муниципалитет входит 58 населённых пунктов